# استان چهارمحال و بختیاری
استان چهارمحال و بختیاری یکی از استان‌های مرکزی کشور به مرکزیت، شهرکرد است.این استان با گستره‌ای برابر با ۱۶٬۴۲۱ کیلومتر مربّع، بیست و دومین استان کشور از نظر پهناوری است. استان چهارمحال و بختیاری ازجمله بخش‌های کوهستانی فلات مرکزی ایران محسوب می‌شود و در ۳۱ درجه و ۹ دقیقه تا ۳۲ درجه و ۳۸ دقیقه عرض شمالی و ۴۹ درجه و ۳۰ دقیقه تا ۵۱ درجه و ۲۶ دقیقه طول شرقی گرینویچ قرار دارد. این استان از شمال و مشرق به استان اصفهان، از مغرب به استان خوزستان، از جنوب به استان کهگیلویه و بویراحمد و از سوی شمال غربی به استان لرستان محدود می‌شود. حدود ۵۶،۳ درصد جمعیت استان به گویش بختیاری، ۳۰،۵ درصد به زبان فارسی و ۱۲ درصد هم به زبان ترکی قشقایی و ترکی چهارمحالی سخن می‌کنند.
شهرکرد با ۲۰۶۶ متر ارتفاع از سطح دریا، بلندترین مرکز استان در ایران است. میانگین ارتفاع در استان چهارمحال و بختیاری حدود ۲۱۵۳ متر است و به همین خاطر استان چهارمحال و بختیاری را بام ایران می‌دانند.

## تقسیمات کشوری
بر پایه آخرین بخش‌بندی سیاسی کشور، استان چهار محال و بختیاری دارای ۱۲ شهرستان، ۴۳ شهر، ۲۸ بخش و ۵۱ دهستان است. شهرستان‌های این استان عبارتند از: شهرکرد، بروجن، فارسان، لردگان، اردل، کوهرنگ، کیار، بن، سامان، خانمیرزا، فلارد و فرخشهر.

### تقسیمات کنونی
استان چهارمحال و بختیاری به مرکزیت شهرکرد دارای ۱۲ شهرستان، ۲۹ بخش، ۵۶ دهستان و ۴۳ شهر به شرح زیر است:
| نقشه     | شهرستان  | مرکز شهرستان | مساحت (Km²)  | جمعیت شهرستان (۱۳۹۵) | بخش                   | مرکز بخش                   | شهر                            |
| -------- | -------- | ------------ | ------------ | -------------------- | --------------------- | -------------------------- | ------------------------------ |
|          | شهرکرد   | شهرکرد       | ۱٬۳۶۴        |                      | مرکزی                 | شهرکرد                     | شهرکرد هفشجان کیان طاقانک نافچ |
| لاران    | شهرکرد   | شهرکرد       | ۱٬۳۶۴        | سورشجان              | سورشجان سودجان هارونی |                            |                                |
| بروجن    | بروجن    | ۲٬۳۰۸        |              | مرکزی                | بروجن                 | بروجن فرادنبه سفیددشت نقنه |                                |
| بروجن    | بروجن    | ۲٬۳۰۸        | گندمان       | گندمان               | گندمان                |                            |                                |
| بروجن    | بروجن    | ۲٬۳۰۸        | بلداجی       | بلداجی               | بلداجی                |                            |                                |
| لردگان   | لردگان   | ۱٬۸۲۸        |              | مرکزی                | لردگان                | لردگان                     |                                |
| لردگان   | لردگان   | ۱٬۸۲۸        | منج          | منج                  | منج                   |                            |                                |
| لردگان   | لردگان   | ۱٬۸۲۸        | رودشت        | سردشت                | سردشت                 |                            |                                |
| فارسان   | فارسان   | ۵۵۹          |              | مرکزی                | فارسان                | فارسان گوجان               |                                |
| فارسان   | فارسان   | ۵۵۹          | جونقان       | جونقان               | جونقان پردنجان چلیچه  |                            |                                |
| فارسان   | فارسان   | ۵۵۹          | باباحیدر     | باباحیدر             | باباحیدر فیل‌آباد      |                            |                                |
| اردل     | اردل     | ۱٬۸۳۲        |              | مرکزی                | اردل                  | اردل دشتک کاج              |                                |
| اردل     | اردل     | ۱٬۸۳۲        | میانکوه      | سرخون                | سرخون                 |                            |                                |
| کوهرنگ   | چلگرد    | ۳٬۷۱۲        |              | مرکزی                | چلگرد                 | چلگرد                      |                                |
| کوهرنگ   | چلگرد    | ۳٬۷۱۲        | بازفت        | بازفت                | بازفت                 |                            |                                |
| کوهرنگ   | چلگرد    | ۳٬۷۱۲        | دوآب صمصامی  | صمصامی               | صمصامی                |                            |                                |
| کیار     | شلمزار   | ۱٬۴۰۸        |              | مرکزی                | شلمزار                | شلمزار گهرو دستنا          |                                |
| کیار     | شلمزار   | ۱٬۴۰۸        | ناغان        | ناغان                | ناغان                 |                            |                                |
| کیار     | شلمزار   | ۱٬۴۰۸        | کیار شرقی    | دزک                  | ********              |                            |                                |
| بن       | بن       | ۸۲۳          |              | مرکزی                | بن                    | بن وردنجان                 |                                |
| بن       | بن       | ۸۲۳          | شیدا         | یان‌چشمه              | یان‌چشمه               |                            |                                |
| سامان    | سامان    | ۴۷۹          |              | مرکزی                | سامان                 | سامان                      |                                |
| سامان    | سامان    | ۴۷۹          | زاینده رود   | هوره                 | هوره                  |                            |                                |
| خانمیرزا | آلونی    | ۹۳۶          |              | مرکزی                | آلونی                 | آلونی                      |                                |
| خانمیرزا | آلونی    | ۹۳۶          | ارمند        | ارمند                | ********              |                            |                                |
| فلارد    | مال‌خلیفه | ۵۷۹          |              | مرکزی                | مال‌خلیفه              | مال‌خلیفه                   |                                |
| فلارد    | مال‌خلیفه | ۵۷۹          | امامزاده حسن | شاه نجف              | ********              |                            |                                |
| فرخ‌شهر   | فرخ‌شهر   | ۵۸۳          |              | مرکزی                | فرخ‌شهر                | فرخ‌شهر                     |                                |
| فرخ‌شهر   | فرخ‌شهر   | ۵۸۳          | دستگرد       | دستگرد امامزاده      | ********              |                            |                                |

### پیشینه در بخش‌بندی کشوری
منطقه چهارمحال همواره از بلوکات اصفهان به‌شمار می‌رفته؛ مسعود میرزا ظل السلطان، در دو سفر پی در پی خود به چهارمحال، آن را بلوکی سرد، بسیار آباد، پر نعمت و پرجمعیت، با چراگاه‌های سبز و خرم و چمنهای زیاد و آب فراوان وصف کرده و افزوده چهارمحال مشهور به هند کوچک است و بهترین بلوک اصفهان پس از لنجان می‌باشد. تقریباً در اوسط سلطنت ناصری آنگاه که قوای سلطنت رو به ضعف و سلطنت قاجاریه به طرف اضمحلال روان گردید ازجمله ممالکی که از ایران منتزع گردید چهارمحال اصفهان بود. بعد از گذشت چهل سال و با ظهور پهلوی و تقدیم دویست کشته، چهارمحال به ایران اتصال پیدا کرد. ولی سلاطین متنبه نشده و تا مدتها به دسایس و حِیَل مانع اجرای قوانین مملکتی شده و هر مالیاتی که در مرکز لغو می‌شد از قبیل باج راه و گله‌داری و غیره سه چهار برابر دریافت می‌کردند. چهارمحال و بختیاری تا پیش از سال ۱۳۳۲ خورشیدی در قالب شهرستان شهرکرد و بختیاری از شهرستان‌های استان اصفهان به‌شمار می‌آمد. در این سال، شهرستان شهرکرد از استان اصفهان جدا و به عنوان فرمانداری مستقل بختیاری و چهارمحال در تقسیمات سیاسی کشور قرار گرفت. در دههٔ ۳۰ با تغییر رویکردهای حکومت در سال ۱۳۳۷ شمسی فرمانداری مستقل بختیاری و چهارمحال به فرمانداری کل ارتقاء می‌یابد و در گسترهٔ آن فرمانداری‌های تازه بروجن و نیز بخش‌های نو شوراب و گندمان ایجاد می‌گردند. در مصوبه سال ۱۳۵۲ هیئت وزیران، فرمانداری کل چهارمحال و بختیاری به استانداری چهارمحال و بختیاری ارتقاء یافت.

## دربارهٔ نام استان

### وجه تسمیه
نام چهارمحال و بختیاری اشاره به دو بخش منطقه چهارمحال و منطقه بختیاری دارد. چهارمحال بخشی روستانشین میان اصفهان و منطقه ایل‌نشین بختیاری بود. محال جمع مکسر واژه محل به معنی جا و مکان است و چهار محال یعنی چهار ناحیه که عبارت بودند از: لار، کیار، میزدج و گندمان. در بخش‌بندی کنونی استان، لار در شهرستان شهرکرد، شهرستان سامان و شهرستان بن، میزدج در شهرستان فارسان، کیار در شهرستان کیار و گندمان در شهرستان بروجن قرار می‌گیرد. منطقه بختیاری نیز که از دیر باز کوچ گاه ایل بزرگ بختیاری بوده و هست، هم‌اکنون دربردارنده شهرستان‌های کوهرنگ، اردل و لردگان و فارسان و خانمیرزا و بخش ناغان شهرستان کیار و بخش گندمان از شهرستان بروجن می‌باشد.
هفشجان مرکز پیشین چهارمحال تا پایان عصر صفوی، کیان مرکز چهارمحال در دوره افشاریه، چالشتر مرکز چهارمحال در دوره زندیه و در میانه قاجاریه و شهرکرد یا دهکرد پیشین مرکز استان از دوره پهلوی و به‌طور رسمی از سال ۱۳۵۲ مرکز استان بختیاری و چهارمحال می‌باشد. منطقه بختیاری استان چهارمحال و بختیاری نیز در واقع بخش گرمسیری ایل بختیاری است که بیشتر کوچ رو هستند.

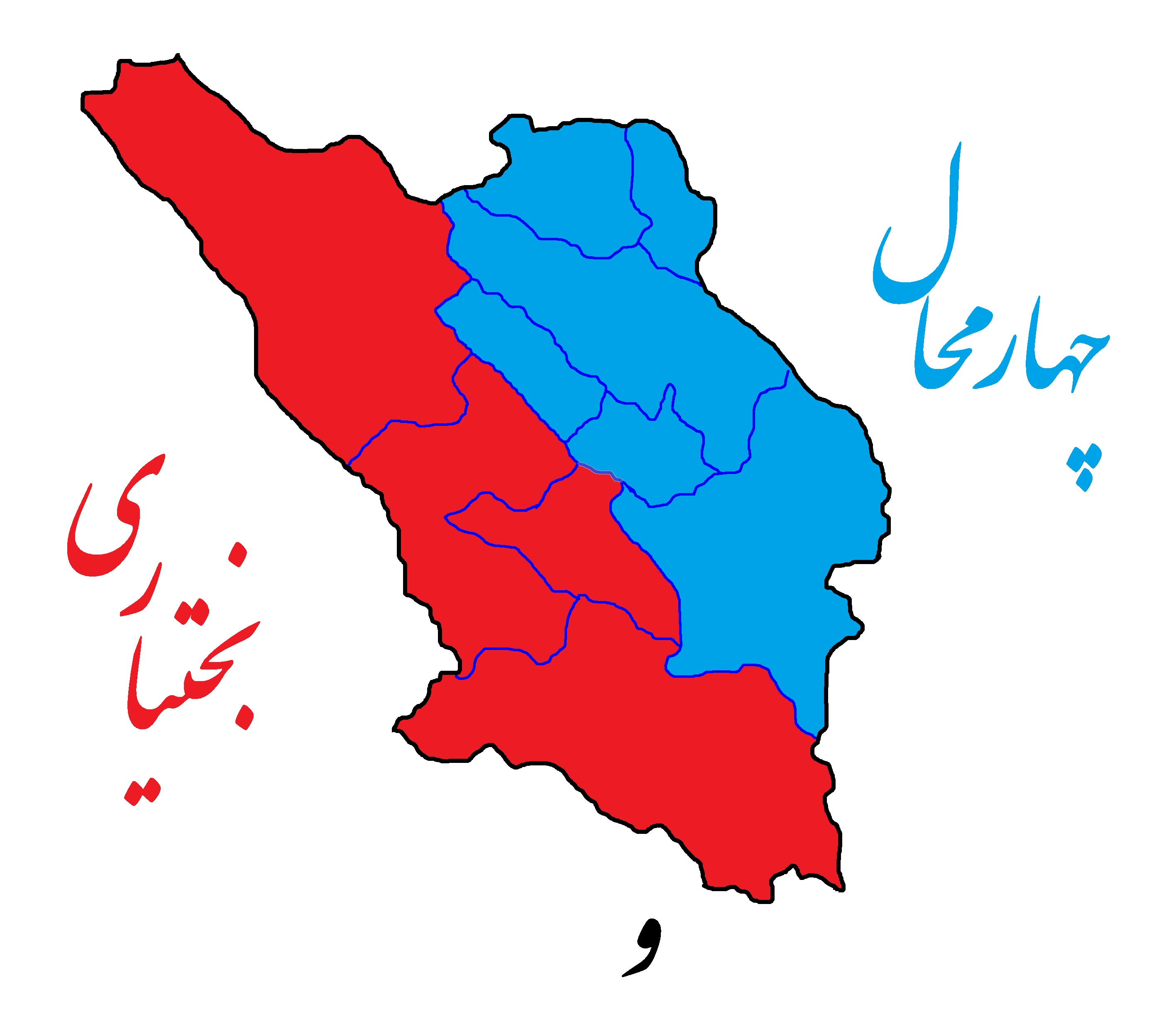
تقسیم‌بندی استان چهارمحال و بختیاری به دو منطقه چهارمحال و منطقه بختیاری، این تقسیم بار قومیتی ندارد و بر مبنای سرزمین است.

### تغییر نام استان
برخی از مردم استان و مسئولان استانی و کشوری معتقد به تغییر نام این استان هستند. دلیل اصلی این گروه طولانی بودن نام استان است. طولانی بودن نام استان سبب حذف یکی از بخش‌های نام استان می‌شود، گاه چهار محال خوانده می‌شود و گاه بختیاری و در هر صورت باعث می‌شود که مقصود اصلی از آن به‌دست نیاید. در برخی موارد هم در نامه نگاری‌ها نام کوتاه شده چ و ب به کار می‌برند که چوب خوانده می‌شود. برخی دیگر بر این باور اند که نام استان باعث ایجاد شکاف بین مردم استان می‌شود و با وجود کوچکی استان، آن را به دو بخش تقسیم می‌کند. این توده معتقدند هویت یک استان باید همانند هویت یک کشور از همبستگی کامل برخوردار باشد و مردم آن بر پایه نژاد بخش‌بندی نشوند.

تغییر نام استان به‌دلیل نگرانی از واکنش بختیاری‌ها استان هنوز عملی نشده است.

## جمعیت‌شناسی
جمعیت این استان در سال۱۳۹۰، ۸۹۵۲۶۳ نفر گزارش شده است.

### اقوام
نظرسنجی سال ۱۳۸۹
طی پژوهشی که به سفارش شورای فرهنگ عمومی در سال ۱۳۸۹ انجام شد و براساس یک بررسی میدانی و یک جامعه آماری از میان ساکنان ۲۸۸ شهر و حدود ۱۴۰۰ روستای سراسر کشور، درصد اقوامی که در این نظر سنجی نمونه‌گیری شد در این استان به قرار زیر بود:
| اقوام استان چهارمحال و بختیاری | اقوام استان چهارمحال و بختیاری | اقوام استان چهارمحال و بختیاری | اقوام استان چهارمحال و بختیاری | اقوام استان چهارمحال و بختیاری |
| ------------------------------ | ------------------------------ | ------------------------------ | ------------------------------ | ------------------------------ |
| قومیت                          | قومیت                          |                                | درصد                           | درصد                           |
| لر                             | لر                             |                                | ۵۶٫۳٪                          | ۵۶٫۳٪                          |
| فارس                           | فارس                           |                                | ۳۰٫۵٪                          | ۳۰٫۵٪                          |
| قشقایی                         | قشقایی                         |                                | ۱۲٫۱٪                          | ۱۲٫۱٪                          |
| سایر و بدون جواب               | سایر و بدون جواب               |                                | ۱٪                             | ۱٪                             |

| ردیف | اقوام (به ترتیب الفبایی) | شهر(%) | روستا(%) | مرد(%) | زن(%) | کل استان(%) |
| ۱    | بلوچ                     | -      | -        | -      | -     | -           |
| ۲    | قشقایی                   | ۱۵٫۳   | ۸٫۷      | ۱۰     | ۹٫۶   | ۱۰٫۱        |
| ۳    | شمالی                    | -      | -        | -      | -     | ۰٫۱         |
| ۴    | عرب                      | -      | -        | -      | -     | -           |
| ۵    | فارس                     | ۴۴٫۹   | ۱۵٫۲     | ۱۵     | ۳۰٫۹  | ۳۰٫۵        |
| ۶    | کرد                      | -      | -        | -      | -     | -           |
| ۷    | بختیاری                  | ۳۸٫۸   | ۷۵       | ۷۵     | ۵۸٫۵  | ۵۶٫۳        |
| ۸    | سایر                     | -      | ۱٫۱      | -      | ۱٫۱   | -           |
| ۹    | بدون جواب                | ۱      | -        | ۱      | -     | -           |

### زبان

زبانهای چهارمحال بختیاری بر پایه اطلس زبان‌های ایران

مردم استان به ترتیب جمعیت به لری بختیاری و زبان فارسی و ترکی قشقایی سخن می‌گویند. در اکثریت شهرستان‌های این استان گویش بختیاری رایج است که این شهرستان‌ها عبارتند از: اردل، کوهرنگ، فارسان، لردگان، کیار، فلارد و خانمیرزا. به‌طور خاص مردم شهرهای شهرکرد، هفشجان، بروجن و فرخ‌شهر به گویش چهارمحالی زبان فارسی صحبت می‌کنند که لهجه‌های دهکردی، هوشگانی، اورجنی و قهفرخی مخصوص شهروندان این مناطق می‌باشد که از ریشه فارسی پهلوی است و در آن لغات ترکی و عربی زیادی وجود ندارد. ترک‌های چهارمحال نیز بیش از ۱۰ درصد جمعیت شهروندان استان را شامل می‌شود که به زبان قشقایی سخن می‌کنند و به‌طور خاص مردم شهرهای شهرکیان، بلداجی، سامان، بن، فرادنبه، جونقان، سفیددشت، طاقانک، سودجان، هوره، نقنه و یانچشمه به زبان ترکی قشقایی صحبت می‌کنند. بر پایه تحقیقات پروفسور گرهارد دوئرفر، گویش‌های ترکی رایج در چهارمحال در گروه زبانی اوغوزی میانه و جنوبی قراردارد، همچنین زبان ترکی رایج در فرادنبه و شهرکیان، از بکرترین لهجه‌های زبان ترکی در ایران می‌باشد.
دانشنامه ایرانیکا در مقاله زبان لری، زبان مردم این استان را از نظر جغرافیایی نیمی فارسی و نیمی لری معرفی می‌کند. وبگاه میراث فرهنگی و گردشگری استان چهارمحال و بختیاری زبان لری بختیاری را به عنوان زبان عمومی در این استان معرفی می‌کند. دانشنامه جهان اسلام گویش مردم این استان را فارسی با گویش بختیاری معرفی می‌کند. در برخی شهرستان‌های این استان مانند شهرکرد و بروجن لری جای خود را به فارسی داده است. برخی منابع نیز گویش شهروندان این استان را فارسی، ترکی قشقائی و گویش بختیاری معرفی می‌کنند.
ارمنی‌ها: نواحی شرقی استان چهار محال و بختیاری شامل شهرستان‌های شهرکرد و بروجن از دیرباز سکونت گاه گروه‌هایی از ارمنی‌ها بوده است. هر چند در دهه‌های اخیر تعداد بسیاری از ارمنی‌ها چهارمحال و بختیاری به اصفهان مهاجرت کردند. مناطق ارمنی‌ها‌نشین چهارمحال عبارت بودند از: شهرکیان (گرجستانی‌ها در محله گرجیان و ارمنی‌ها در محله احمدآباد)، تشنیز، وستگان، گیشنیزجان، احمدآباد، قلعه کشیش، لیواسیان، ده ارمنی، سیرک و غیره.
در جدول زیر نام شهرهای مختلف استان و زبان گفتاری مردم آن مشخص شده است.
| نام شهرستان      | شهر      | زبان                            |
| ---------------- | -------- | ------------------------------- |
| شهرستان شهرکرد   | شهرکرد   | فارسی، لری بختیاری ترکی قشقایی  |
| شهرستان شهرکرد   | هفشجان   | فارسی لهجه هوشگانی              |
| شهرستان شهرکرد   | فرخ شهر  | فارسی لهجه قهفرخی               |
| شهرستان شهرکرد   | چالشتر   | فارسی                           |
| شهرستان شهرکرد   | نافچ     | فارسی                           |
| شهرستان شهرکرد   | سورشجان  | لری بختیاری                     |
| شهرستان شهرکرد   | شهرکیان  | ترکی قشقایی                     |
| شهرستان شهرکرد   | طاقانک   | ترکی قشقایی                     |
| شهرستان شهرکرد   | هارونی   | لری بختیاری                     |
| شهرستان شهرکرد   | سودجان   | ترکی قشقایی                     |
| شهرستان بن       | بن       | ترکی قشقایی                     |
| شهرستان بن       | یانچشمه  | ترکی قشقایی                     |
| شهرستان سامان    | سامان    | ترکی قشقایی                     |
| شهرستان سامان    | هوره     | ترکی قشقایی                     |
| شهرستان بروجن    | بروجن    | فارسی، لری بختیاری ترکی قشقایی  |
| شهرستان بروجن    | فرادنبه  | ترکی قشقایی                     |
| شهرستان بروجن    | سفیددشت  | ترکی قشقایی، فارسی، لری بختیاری |
| شهرستان بروجن    | نقنه     | ترکی قشقایی                     |
| شهرستان بروجن    | گندمان   | لری بختیاری                     |
| شهرستان بروجن    | بلداجی   | ترکی قشقایی                     |
| شهرستان اردل     | اردل     | لری بختیاری                     |
| شهرستان اردل     | ناغان    | لری بختیاری                     |
| شهرستان اردل     | کاج      | لری بختیاری                     |
| شهرستان اردل     | دشتک     | لری بختیاری                     |
| شهرستان فارسان   | فارسان   | لری بختیاری                     |
| شهرستان فارسان   | جونقان   | ترکی قشقایی-گویش بختیاری        |
| شهرستان فارسان   | باباحیدر | لری بختیاری                     |
| شهرستان کوهرنگ   | کوهرنگ   | لری بختیاری                     |
| شهرستان کوهرنگ   | بازفت    | لری بختیاری                     |
| شهرستان کیار     | شلمزار   | لری بختیاری                     |
| شهرستان خانمیرزا | آلونی    | لری بختیاری                     |
| شهرستان لردگان   | لردگان   | لری بختیاری                     |
| شهرستان لردگان   | مال‌خلیفه | لری بختیاری                     |
| شهرستان لردگان   | منج      | لری بختیاری                     |

## تاریخ
چهارمحال

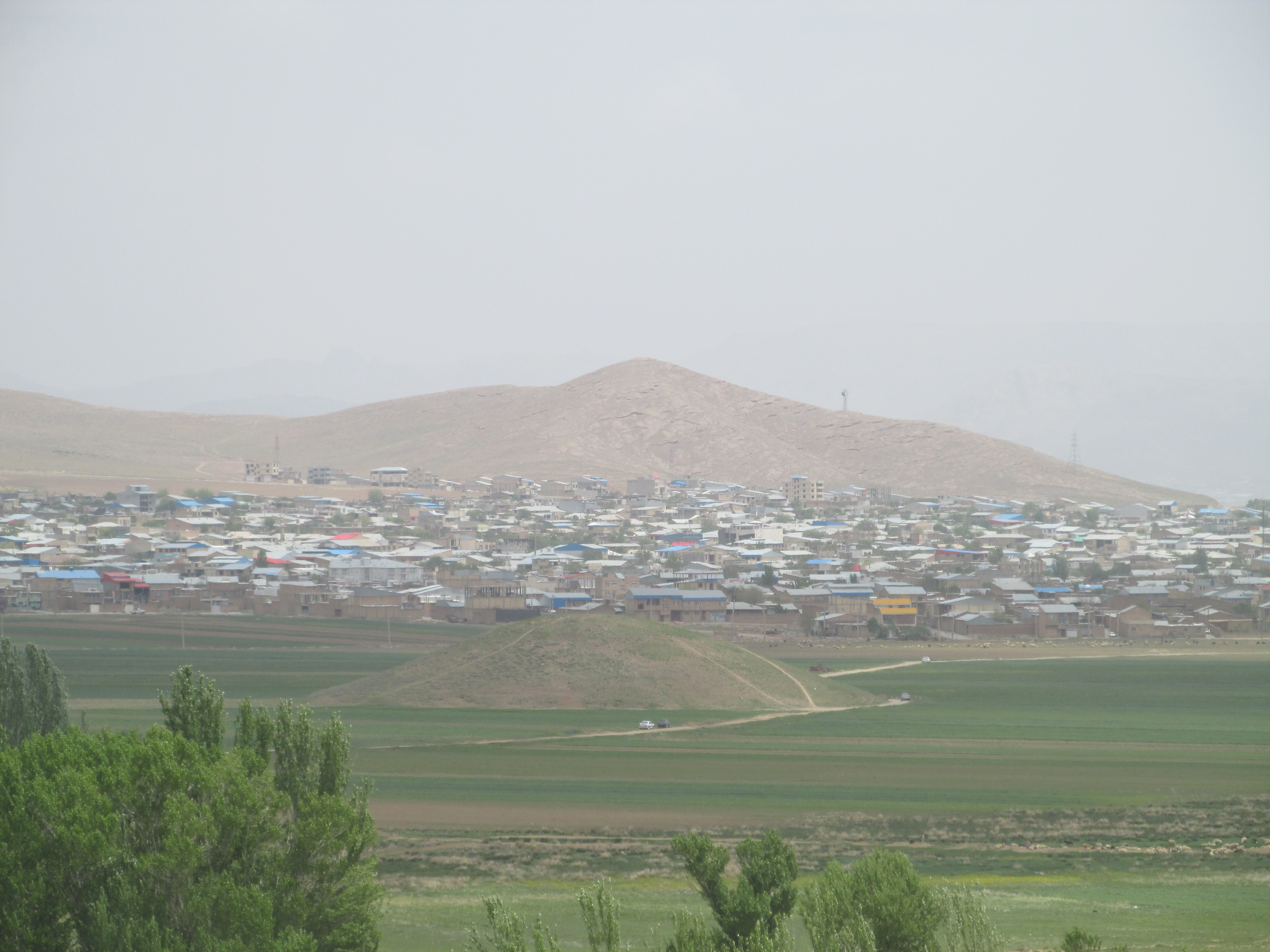
تپه باستانی اسکندری هفشجان اولین و بزرگ‌ترین اثر تاریخی ملی استان چهارمحال و بختیاری

منطقه چهارمحال دارای پیشینه‌ای کهن است. براساس سفالینه‌ها و ابزارهای سنگی ابتدایی کشف شده بروی تپه‌های باستانی و آثار کهن تاریخی شهر هفشجان، قدمت این استان به هزاره هفتم قبل از میلاد بر می‌گردد و بیانگر پیشینه ۹۰۰۰ ساله چهارمحال و بختیاری است.
تپه‌های باستانی شهرکیان همچون گورگای تپه (تپه شهرکهنه) با قدمت ۷۰۰۰ ساله و تپه سراب (گنبدک) با قدمت هشت هزار ساله در شهرکیان نیز به صورت دهکده‌هایی کوچک در پیش از تاریخ در دامنه دشت‌های استان قرار داشته‌اند.
با شروع دوره مس و سنگ یعنی ۵ تا ۷ هزار سال پیش عملاً انسان‌های ساکن در منطقه چهارمحال مشغول به کار کشاورزی گردیده و به تولید مواد غذایی پرداختند. از ۵۰۰۰ سال قبل چون دیگر مناطق، دوران نگارش یا دوران تاریخی آغاز می‌شود. در این رابطه کشف نمونه‌های سفال لب واریخته ارتباط این منطقه را با مناطق خوزستان و بین‌النهرین و آغاز نگارش در استان را مورد تأیید قرار می‌دهد.

در یک سند از اوایل دوره پهلوی (۱۳۰۵) می‌خوانیم:
" این مملکت در اول برخلاف تمام ممالک عالم و این اصل مسلم که دو پادشاه در اقلیمی نگنجند دارای دو پادشاه بود یکی ایلخانی و دیگری حاج ایلخانی و لر. به تدریج اولاد و احفاد این دو پادشاه، زن و مرد در این مملکت کوچک به سلطنت رسیده هر یک در یک ده یا دو سه ده سلطنت مطلقه پیدا کردند و در اواخر عده پادشاهان در این مملکت کوچک صدو پنجاه بلکه دویست نفر رسید. هر پادشاه در قلمرو سلطنت خود که یک دهد یا دو ده یا نصف ده بیش نیست یک قصر سلطنتی دارد که بی‌اغراق با بهترین قصور طهران بلکه پاریس برابری می‌کند."
بختیاری

سرزمین کنونی بختیاری هزاران سال است که سکونت‌گاه گروه‌های مختلف انسانی می‌باشد. منابع و امکانات طبیعی از قبیلِ آب، جنگل، مراتع، بارندگی مناسب، آبگیرهای فراوان و درّه‌های مستعد برای کشاورزی، این سرزمین را به یکی از بهترین زیستگاه‌ها و محل تجمع و سکونت گروه‌های انسانی در گذشته تبدیل نموده بود. افزون بر این امکانات، در بلندی‌های زاگرس و دامنه‌های آن، محیط مناسبی برای رویش نباتات علوفه‌ای و گونه‌های مختلف حیوانات فراهم کرده بود. سرزمین بختیاری در غرب منطقه چهارمحال قرار دارد. بختیاری جزء ای از لرستان محسوب می‌شود و آن را لر بزرگ می‌نامیدند.
لُرستان به معنی سکونتگاه مردم لر واژه‌ای است که به سرزمین‌های لرنشین اطلاق می‌گردد و به معنای گستره جغرافیایی است که مردم لر در آن سکونت دارند. حدود لرستان از برخی مناطق دشت‌های شرقی عراق آغاز و تا غرب و جنوب غرب ایران گسترده است. حدود سرزمین لرستان در طول دوران دچار دگرگونی شده است. گستره نام لرستان پیش از حکومت صفویان، سکونتگاه لرهای بختیاری، لرهای کهگیلویه و لرهای بویراحمدی را هم شامل می‌شد. اما پس از حکومت صفویان سکونتگاه لرهای بختیاری را منطقه بختیاری نام‌گذاری کردند و جغرافیای نام لرستان به حدود استان لرستان و ایلام کنونی محدود شد.
در نمودار زیر تقسیمات لرستان از ۳۰۰ هجری قمری تاکنون آورده شده است.
|  |  |  |  |  |  |  |  |  |  |  |  |  |  |  |  |  |  |  |  |                  |                  |                  |                  |                  |                  |  |  |  |  |             |             |             |             |             |             |  |  |  |  |  |  |                              |                              | لرستان                       |                              |                              |                              |  |  |  |  |  |  |  |  |                     |                     |                     |                     |                     |                     |  |  |  |  |  |  |               |               |               |               |               |               |  |  |  |  |  |  |  |  |  |  |  |  |  |  |  |  |  |  |  |  |  |  |  |  |  |  |  |  |  |  |  |  |
|  |  |  |  |  |  |  |  |  |  |  |  |  |  |  |  |  |  |  |  |                  |                  |                  |                  |                  |                  |  |  |  |  |             |             |             |             |             |             |  |  |  |  |  |  |                              |                              |                              |                              |                              |                              |  |  |  |  |  |  |  |  |                     |                     |                     |                     |                     |                     |  |  |  |  |  |  |               |               |               |               |               |               |  |  |  |  |  |  |  |  |  |  |  |  |  |  |  |  |  |  |  |  |  |  |  |  |  |  |  |  |  |  |  |  |
|  |  |  |  |  |  |  |  |  |  |  |  |  |  |  |  |  |  |  |  |                  |                  |                  |                  |                  |                  |  |  |  |  |             |             |             |             |             |             |  |  |  |  |  |  |                              |                              |                              |                              |                              |                              |  |  |  |  |  |  |  |  |                     |                     |                     |                     |                     |                     |  |  |  |  |  |  |               |               |               |               |               |               |  |  |  |  |  |  |  |  |  |  |  |  |  |  |  |  |  |  |  |  |  |  |  |  |  |  |  |  |  |  |  |  |
|  |  |  |  |  |  |  |  |  |  |  |  |  |  |  |  |  |  |  |  |                  |                  |                  |                  |                  |                  |  |  |  |  | لر کوچک     | لر کوچک     | لر کوچک     | لر کوچک     | لر کوچک     | لر کوچک     |  |  |  |  |  |  |                              |                              |                              |                              |                              |                              |  |  |  |  |  |  |  |  | لر بزرگ             | لر بزرگ             | لر بزرگ             | لر بزرگ             | لر بزرگ             | لر بزرگ             |  |  |  |  |  |  |               |               |               |               |               |               |  |  |  |  |  |  |  |  |  |  |  |  |  |  |  |  |  |  |  |  |  |  |  |  |  |  |  |  |  |  |  |  |
|  |  |  |  |  |  |  |  |  |  |  |  |  |  |  |  |  |  |  |  |                  |                  |                  |                  |                  |                  |  |  |  |  | لر کوچک     | لر کوچک     | لر کوچک     | لر کوچک     | لر کوچک     | لر کوچک     |  |  |  |  |  |  |                              |                              |                              |                              |                              |                              |  |  |  |  |  |  |  |  | لر بزرگ             | لر بزرگ             | لر بزرگ             | لر بزرگ             | لر بزرگ             | لر بزرگ             |  |  |  |  |  |  |               |               |               |               |               |               |  |  |  |  |  |  |  |  |  |  |  |  |  |  |  |  |  |  |  |  |  |  |  |  |  |  |  |  |  |  |  |  |
|  |  |  |  |  |  |  |  |  |  |  |  |  |  |  |  |  |  |  |  |                  |                  |                  |                  |                  |                  |  |  |  |  | لرستان فیلی |             |             |             |             |             |  |  |  |  |  |  |                              |                              |                              |                              |                              |                              |  |  |  |  |  |  |  |  |                     |                     |                     |                     |                     |                     |  |  |  |  |  |  |               |               |               |               |               |               |  |  |  |  |  |  |  |  |  |  |  |  |  |  |  |  |  |  |  |  |  |  |  |  |  |  |  |  |  |  |  |  |
|  |  |  |  |  |  |  |  |  |  |  |  |  |  |  |  |  |  |  |  |                  |                  |                  |                  |                  |                  |  |  |  |  |             |             |             |             |             |             |  |  |  |  |  |  |                              |                              |                              |                              |                              |                              |  |  |  |  |  |  |  |  |                     |                     |                     |                     |                     |                     |  |  |  |  |  |  |               |               |               |               |               |               |  |  |  |  |  |  |  |  |  |  |  |  |  |  |  |  |  |  |  |  |  |  |  |  |  |  |  |  |  |  |  |  |
|  |  |  |  |  |  |  |  |  |  |  |  |  |  |  |  |  |  |  |  |                  |                  |                  |                  |                  |                  |  |  |  |  |             |             |             |             |             |             |  |  |  |  |  |  |                              |                              |                              |                              |                              |                              |  |  |  |  |  |  |  |  |                     |                     |                     |                     |                     |                     |  |  |  |  |  |  |               |               |               |               |               |               |  |  |  |  |  |  |  |  |  |  |  |  |  |  |  |  |  |  |  |  |  |  |  |  |  |  |  |  |  |  |  |  |
|  |  |  |  |  |  |  |  |  |  |  |  |  |  |  |  |  |  |  |  | پیشکوه یا لرستان | پیشکوه یا لرستان | پیشکوه یا لرستان | پیشکوه یا لرستان | پیشکوه یا لرستان | پیشکوه یا لرستان |  |  |  |  | پشتکوه      | پشتکوه      | پشتکوه      | پشتکوه      | پشتکوه      | پشتکوه      |  |  |  |  |  |  | بختیاری                      | بختیاری                      | بختیاری                      | بختیاری                      | بختیاری                      | بختیاری                      |  |  |  |  |  |  |  |  | بویراحمدی           | بویراحمدی           | بویراحمدی           | بویراحمدی           | بویراحمدی           | بویراحمدی           |  |  |  |  |  |  | شولستان       | شولستان       | شولستان       | شولستان       | شولستان       | شولستان       |  |  |  |  |  |  |  |  |  |  |  |  |  |  |  |  |  |  |  |  |  |  |  |  |  |  |  |  |  |  |  |  |
|  |  |  |  |  |  |  |  |  |  |  |  |  |  |  |  |  |  |  |  | پیشکوه یا لرستان | پیشکوه یا لرستان | پیشکوه یا لرستان | پیشکوه یا لرستان | پیشکوه یا لرستان | پیشکوه یا لرستان |  |  |  |  | پشتکوه      | پشتکوه      | پشتکوه      | پشتکوه      | پشتکوه      | پشتکوه      |  |  |  |  |  |  | بختیاری                      | بختیاری                      | بختیاری                      | بختیاری                      | بختیاری                      | بختیاری                      |  |  |  |  |  |  |  |  | بویراحمدی           | بویراحمدی           | بویراحمدی           | بویراحمدی           | بویراحمدی           | بویراحمدی           |  |  |  |  |  |  | شولستان       | شولستان       | شولستان       | شولستان       | شولستان       | شولستان       |  |  |  |  |  |  |  |  |  |  |  |  |  |  |  |  |  |  |  |  |  |  |  |  |  |  |  |  |  |  |  |  |
|  |  |  |  |  |  |  |  |  |  |  |  |  |  |  |  |  |  |  |  | استان لرستان     | استان لرستان     | استان لرستان     | استان لرستان     | استان لرستان     | استان لرستان     |  |  |  |  | استان ایلام | استان ایلام | استان ایلام | استان ایلام | استان ایلام | استان ایلام |  |  |  |  |  |  | چهارمحال و بختیاری و خوزستان | چهارمحال و بختیاری و خوزستان | چهارمحال و بختیاری و خوزستان | چهارمحال و بختیاری و خوزستان | چهارمحال و بختیاری و خوزستان | چهارمحال و بختیاری و خوزستان |  |  |  |  |  |  |  |  | کهگیلویه و بویراحمد | کهگیلویه و بویراحمد | کهگیلویه و بویراحمد | کهگیلویه و بویراحمد | کهگیلویه و بویراحمد | کهگیلویه و بویراحمد |  |  |  |  |  |  | شهرستان ممسنی | شهرستان ممسنی | شهرستان ممسنی | شهرستان ممسنی | شهرستان ممسنی | شهرستان ممسنی |  |  |  |  |  |  |  |  |  |  |  |  |  |  |  |  |  |  |  |  |  |  |  |  |  |  |  |  |  |  |  |  |

## اقتصاد
هرچند استان چهار محال و بختیاری در زمینه کشاورزی، باغداری و دام‌داری در سطح کشور مطرح تر است اما صنعت هم در این استان از رونق خوبی برخوردار است.
پولکی و نبات از سوغاتی‌های این استان می‌باشد.

### کشاورزی
استان چهارمحال و بختیاری به سبب موقعیت جغرافیایی ویژه و در اختیار داشتن منابع آبی غنی یکی از مساعدترین مناطق برای کشت، پرورش و تولید بادام در کشور ایران است. استان چهار محال و بختیاری با تولید بیش از ۲۰ درصد از مجموع محصول بادام کشور، رتبه اول تولید بادام در ایران را به خود اختصاص داده است. بیشتر باغ‌های بادام این استان در شهرستان سامان قرار دارند. بادام محب (پوست کاغذی) و مامایی مهم‌ترین تولیدات شهرستان سامان می‌باشد که عمدتاً به کشور هند صادر می‌شود و یکی از مهم‌ترین منابع ارز آوری استان می‌باشد.

### صنعت
از مهم‌ترین کارخانه‌های صنعتی استان می‌توان به کارخانه‌های زیر اشاره کرد:
- فولاد سفیددشت
- مالت‌سازی هفشجان
- قند هفشجان
- خمیر مایه ناغان
- گچ فارسان[۳۹]
- آرد چلیچه
- فولاد فرخ شهر
- فولاد بروجن
- ورق خودرو چهارمحال
- بروجن خودرو
- لوازم خانگی برفاب شهرکرد
- سیمان شهرکرد
- سیمان لردگان
- گچ لردگان (سردشت)
- پتروشیمی لردگان
- گاز کربنیک شهرکرد
- نساجی حجاب شهرکیان[۴۰]
- ریسندگی بروجن
- صنایع شیر و لبنی شهرکیان
- نهان گل بروجن
- ظریف مصور بروجن
- مجتمع کشت و صنعت شهرکرد
- شرکت شیر خشک نوزاد پگاه

#### کارخانه سیمان شهرکرد
کارخانه سیمان شهرکرد در قلب زاگرس مرکزی در استان چهار محال و بختیاری و در ۳۵ کیلومتری شهرکرد در سال ۱۳۸۷ به بهره‌برداری رسید. این واحد تولیدی با دسترسی به معادن بسیار غنی، شرایط منحصر بفردی را در بین تولیدکنندگان داخلی به خود اختصاص داده و با اتکاء به تجارب ارزشمند مدیران، مهندسین و کارکنان و به‌کارگیری پیشرفته‌ترین تکنولوژی و ماشین آلات مدرن قادر به تولید انواع سیمان‌های ۴۲۵–۱، ۵۲۵–۱، تیپ II و تیپ V با مقاومت‌های بسیار بالا گردیده است. در سال ۱۳۹۲، کارخانه سیمان شهرکرد برای دومین سال متوالی مقام نخست تولید سیمان کشور را کسب کرد.

#### کارخانه مالت‌سازی هفشجان
کارخانه بِه مالت هفشجان باعنوان اولین و تنها کارخانه مالت‌سازی ایران و خاورمیانه در شهرک صنعتی هفشجان قرار دارد. نخستین کارخانه مالت‌سازی صنعتی کشور با ۳۰ میلیارد ریال سرمایه‌گذاری بخش خصوصی و شبکه بانکی در سال ۱۳۸۹ توسط مهندس رستمی در شهر هفشجان به بهره‌برداری رسید.
به مالت، بزرگ‌ترین و پیشرفته‌ترین واحد تولیدکنندهٔ جو جوانه زده (مالت)، گندم جوانه زده، فراورده‌های آن و آرد جو در خاورمیانه است. «به مالت» به صورت تخصصی بر روی این دانه‌های جوانه زدهٔ ارزشمند کار کرده و نتیجهٔ این تحقیقات گسترده و ارزشمند، معرفی شدن «به مالت» به عنوان شرکت دانش بنیان و کسب مقام اول بومی‌سازی صنعت مالت‌سازی بوده است.

#### کارخانه قند چهارمحال (هفشجان)
کارخانه قند هفشجان اولین واحد صنعتی استان چهارمحال و بختیاری و تنها واحد صنعتی استان تا پایان دودمان پهلوی است. عملیات اجرایی و احداث ابنیه کارخانه با ظرفیت اسمی ۱۰۰٬۰۰۰ تن تولید قند و شکر در سال ۱۳۴۸ خورشیدی در زمین‌های ورودی شهر هفشجان با مساحت ۸۰ هکتار و با مشارکت کارشناسان کشور بلژیک آغاز و در سال ۱۳۵۰ با نام کارخانه قند و شکر کوروش کبیر به‌طور رسمی آغاز به کار کرد. هم‌اکنون نیز تنها مشغول به تولید محصول قند است که از زمین‌های کشاورزی اطراف چغندر قند لازم که در حدود ۳۰٬۰۰۰ تن است را جهت تولید قند به این کارخانه صادر می‌کنند. منطقه مسکونی این کارخانه حدود ۳۰۰ نفر جمعیت دارد.
گوشت مرغ
استان چهار محال و بختیاری از استان‌های مطرح در زمینهٔ تولید گوشت سفید است به‌طوری‌که هم‌اکنون ۲۱ درصد از کل گوشت سفید (مرغ) کشور ایران در استان چهارمحال و بختیاری تولید می‌شود.
گوشت ماهی
استان چهار محال و بختیاری با داشتن منابع آبی غنی از استان‌های مطرح در پروش ماهی است به‌طوری‌که مطابق آمار سال ۱۳۹۰، ۲۰ درصد ماهی سردآبی کشور در استان چهارمحال و بختیاری تولید شده است. استان چهار محال و بختیاری برای پنج سال متوالی است که به عنوان قطب تولید ماهیان سردآبی ایران شناخته می‌شود.
گوشت قرمز
استان چهار محال و بختیاری با مجموع تولیدات گوشت قرمز به اندازهٔ ۳۵ هزار تُن در سال، ۲٫۵ درصد از مجموع تولیدات گوشت قرمز کشور ایران را به خود اختصاص داده است.

## جغرافیا
استان چهارمحال و بختیاری ازجمله مناطق کوهستانی فلات مرکزی ایران محسوب می‌شود که در بخش مرکزی رشته کوه‌های زاگرس واقع شده است. به علت جوان بودن دوره کوه‌زایی و شرایط تشکیل گسل‌های خاص، در این منطقه وجود بلایا و مخاطرات طبیعی بسیاری چون ریزش بهمن، سیل، زلزله و رانش زمین در بیشتر نقاط آن مشاهده می‌شود.

### ارتفاعات
استان چهارمحال و بختیاری به عنوان بام ایران، دارای ۱۶ قلهٔ مرتفع با ارتفاع بیش از ۳۵۰۰ متر است. این کوه‌ها از شمال غرب استان به جنوب شرق آن کشیده شده‌اند و هر چه از غرب استان به طرف شرق آن به پیش رویم از میزان ارتفاعات کاسته می‌شود و در نهایت به دشت‌های نسبتاً وسیع همچون دشت لار، فرادنبه، کیار و گندمان می‌رسیم. ارتفاعات حدود ۷۶ درصد و دشت‌ها در مجموع نزدیک به ۲۴ درصد وسعت استان را شامل می‌شوند و انباشتهٔ رسوبات در آن‌ها زمینه مساعدی برای کشاورزی به وجود آورده است. «زردکوه» دومین کوه بلند رشته کوه زاگرس در این استان قرار گرفته است. مرتفع‌ترین کوه‌های این استان عبارت‌اند از:

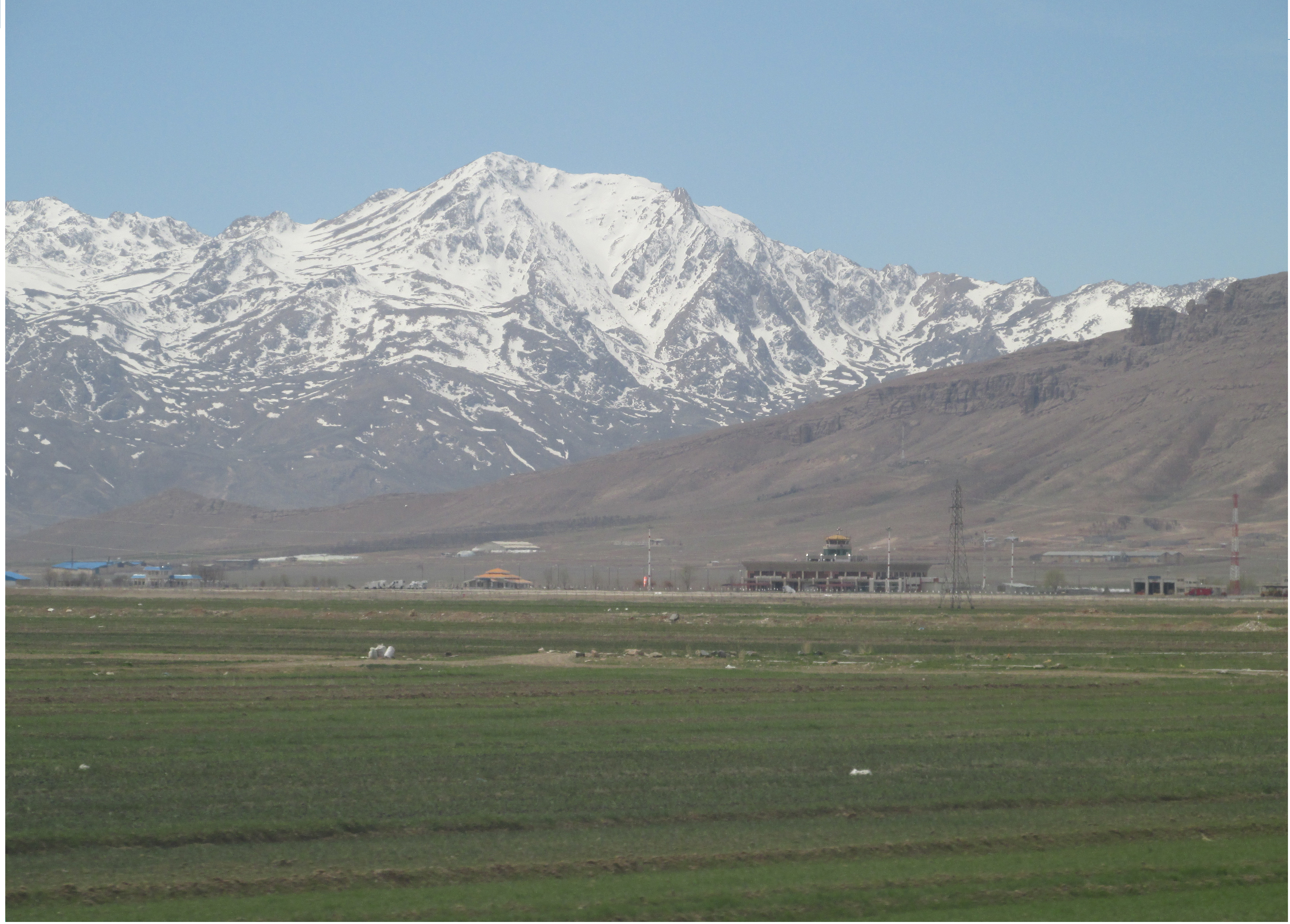
کوه جهان بین هفشجان

| ردیف | نام کوه    | ارتفاع |
| ---- | ---------- | ------ |
| ۱    | زردکوه     | ۴۲۲۲   |
| ۲    | شاه شهیدان | ۴۱۰۰   |
| ۳    | کوه سوخته  | ۴۰۰۰   |
| ۴    | گره        | ۳۹۷۵   |
| ۵    | فردان      | ۳۹۳۷   |
| ۶    | میلی       | ۳۹۰۳   |
| ۷    | کلار       | ۳۸۲۰   |
| ۸    | ونک        | ۳۸۰۳   |
| ۹    | کاکلک      | ۳۵۸۹   |
| ۱۰   | جهان بین   | ۳۳۴۲   |
| ۱۱   | ریگ        | ۳۵۴۸   |

### آب‌ها
به علت ماهیت کوهستانی که در مسیر بادهای مرطوب سیستم‌های مدیترانه‌ای قرار داشته و موجب تخلیه بار این سامانه‌ها می‌گردد، این استان دارای بارش نسبتاً مناسب است به حدی که این منطقه با وجود داشتن تنها یک درصد از مساحت ایران، ده درصد از منابع آب کشور را در اختیار دارد.
ریزش‌های جوی (برف و باران) درکوه‌های این استان، سرچشمه معروفترین رودخانه‌های دائمی ایران یعنی کارون، زاینده رود و دز هستند. زاینده رود تنها رودخانه دائمی در فلات مرکزی ایران بوده و کارون نیز بزرگ‌ترین رودخانه ایران و تنها رودخانه قابل کشتیرانی در ایران است که به سبب سد سازی‌های فراوان و انتقال نادرست اب به استان‌های یزد، اصفهان و کرمان، این دو رودخانه دائمی در معرض تهدید قرار گرفته‌اند.
در این استان چشمه‌های مختلفی نیز وجود دارد که علاوه بر ایجاد جاذبه‌های گردشگری و زیبایی‌های طبیعی زمینه مناسبی را برای ایجاد کارخانه‌های آب معدنی فراهم کرده است. برخی چشمه‌های بزرگ و معروف این استان عبارت‌اند از:
1. چشمه دیمه در چلگرد
2. چشمه زنه در هفشجان
3. چشمه شلمزار در شلمزار
4. چشمه کوهرنگ در چلگرد
5. چشمه مایک در سورشجان
6. چشمه برم در لردگان
7. چشمه مولا در آلیکوه
8. چشمه سرداب در رستم‌آباد
9. چشمه سیاسرد در بروجن
10. چشمه برم در مالخلیفه
11. چشمه پیرغار در فارسان
12. چشمه سندگان در سندگان

### جنگل‌ها
جنگل‌های استان چهارمحال و بختیاری در گروه جنگل‌های غرب و جنوب غرب کشور قرار می‌گیرند. بخش زیادی از این جنگل‌ها در پنج منطقه بازفت، اردل، ناغان، لردگان، دوراهان و فلارد قرار گرفته‌اند. این جنگل‌ها با مساحتی در حدود ۳۰۷ هزار هکتار به صورت نواری از شمال به جنوب از منطقه بازفت در شهرستان کوهرنگ به سمت منطقه فلارد در شهرستان لردگان و شهرستان فلارد کشیده شده‌اند. پوشش عمدهٔ جنگلی این مناطق، تقریباً ۹۸ درصد از بلوط تشکیل شده است.
حاشیه سبز رودخانه زاینده رود که می‌توان گفت جزی جنگل‌های مصنوعی و توریست پذیر استان می‌باشد.

## انتقال آب
این استان به‌دلیل وجود آب فراوان، دستخوش مسائل زیست‌محیطی گوناگونی است. از سویی خشکسالی منابع آبی این استان را تهدید می‌کند و پربارش‌ترین استان کشور را به رده کم‌بارش‌ترین استان‌ها رسانیده است و از سوی دیگر طرح‌های گوناگون انتقال آب تهدیدات مختلفی را علیه محیط زیست استان بسیج کرده است. ازجمله مهم‌ترین طرح‌های انتقال آب که به نابودی کامل اکوسیستم استان و از بین رفتن کشاورزی و دامداری به عنوان مشاغل اصلی مردمان این استان منجر می‌شود، می‌توان به:
طرح بهشت آباد: انتقال آب کارون به استانهای اصفهان، یزد و کرمان برای مصارف صنعتی و کشاورزی.
تونل گلاب: انتقال آب به استان اصفهان.
تونل کوهرنگ ۱: انتقال آب کارون به اصفهان.
تونل کوهرنگ ۲ : انتقال آب کارون به اصفهان.
تونل کوهرنگ ۳ : انتقال آب کارون به اصفهان.
سد خرسان۳ : انتقال آب رود خرسان به اصفهان و کرمان.
ونک-سولگان:انتقال آب برای باغات رفسنجان
با روند کنونی انتقال منابع آبی تا چند سال دیگر بخش عمده استان غیرقابل سکونت و به یک کویر مرتفع تبدیل خواهد شد.این انتقال آب برای مصارف صنعتی درحالی است که در دشت‌های شهرستان شهرکرد و فرادنبه و سفیددشت به‌دلیل بی آبی سال‌هاست کشاورزی نمی‌شود صنابع استان با کم‌آبی مواجه اند و دامداری‌ها از بی آبی رنج می‌برند. درحال حاضر اهالی ۲۰۰ روستای چهارمحال و بختیاری با بی آبی و جیره‌بندی مواجه شده‌اند و حتی شهرهایی در شهرستان‌های لردگان، بروجن، سامان و اردل به‌دلیل خشکسالی و خشک شدن دشت‌ها، آب شرب آلوده نصیبشان می‌شود.

## جاذبه‌های طبیعی و گردشگری

### گردشگاه چشمه زنه هفشجان

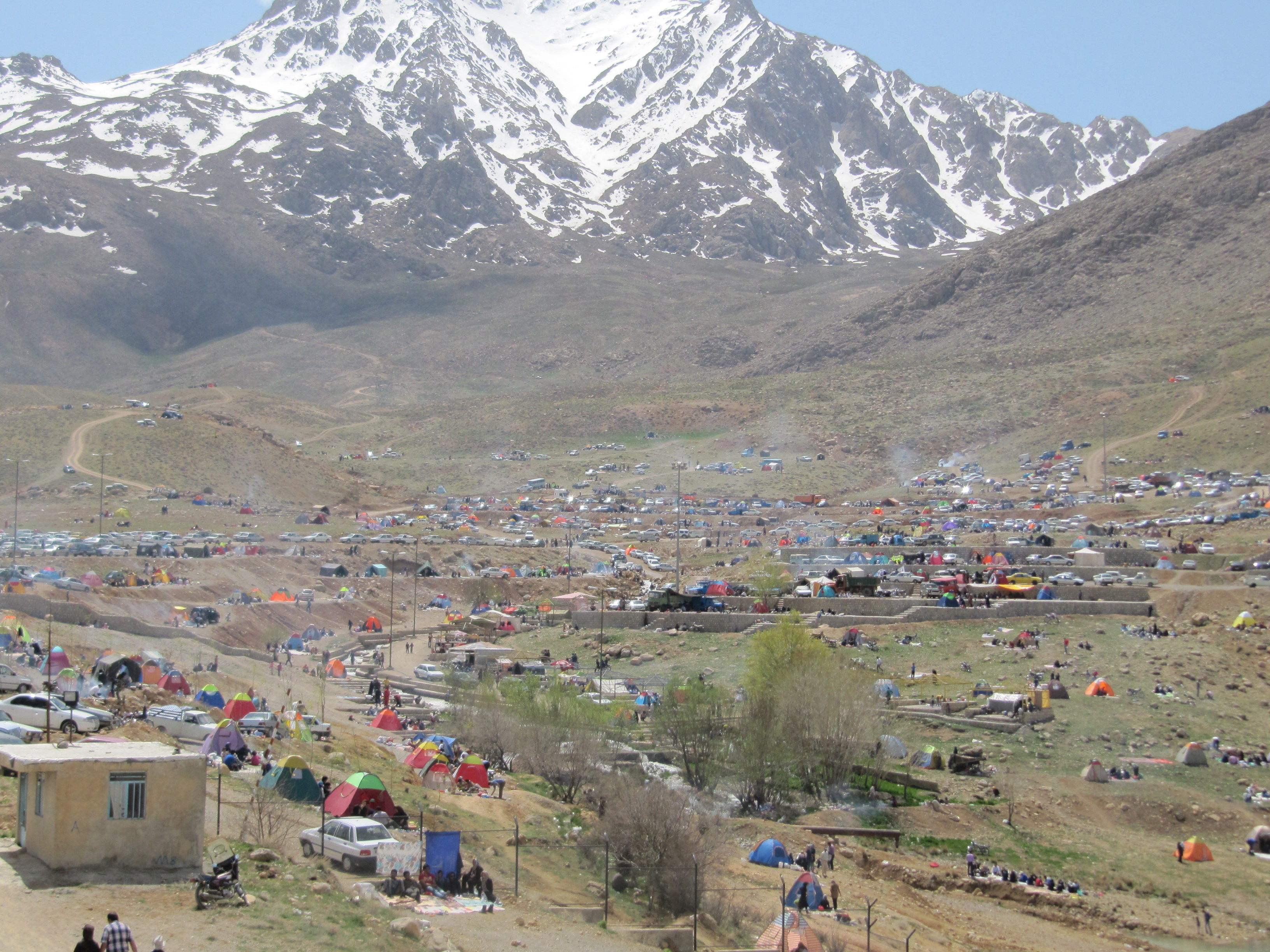
گردشگاه چشمه زنه در ارتفاعات جهان بین هفشجان

گردشگاه چشمه زنه هفشجان در دامنه کوه جهان‌بین مجاورت شهر هفشجان و ۲۰ کیلومتری شهرکرد واقع شده است. در روز طبیعت هرسال بیش از ۱۰ هزار نفر از گردشگاه چشمه زنه و طبیعت زیبای آن دیدن می‌کنند.
این گردشگاه نزدیک به شهرکرد مرکز کنونی استان چهارمحال و بختیاری است. آب معدنی و لاله‌های واژگون آن از مهم‌ترین ویژگی‌های آن می‌باشد.
به منظور تأمین بخشی از آب کشاورزی دشت هفشجان، سدی بر روی این چشمه احداث شده است. این سد خاکی با هسته رسی، دارای مخزنی به حجم ۱/۳ میلیون مترمکعب می‌باشد. طول تاج سد ۴۱۰ متر و عرض تاج آن ۸ متر و ارتفاع از روی پی در عمیق‌ترین ناحیه ۴۲ متر است. در وجه تسمیه نام چشمه زنه باید توجه داشت که نام زنه به علت زایش چشمه‌ای جوشان در کوه جهان بین هفشجان می‌باشد.

### روستای پلکانی سرآقاسید
روستای سراقا سید، با قدمت ۶۰۰ ساله در شهرستان کوهرنگ واقع شده است. بیشتر مردم این روستا عشایر و بعضی دیگر از آنها کشاورز هستند. روستای سرآقاسید به‌دلیل معماری پلکانی خود به ماسوله زاگرس شهرت دارد. می‌توان گفت این روستا تنها روستایی از ایران است که هنوز زندگی به روال گذشته و با جمعیتی بالغ بر ۳۰۰۰ نفر جریان دارد این در حالی‌ست که جمعیت ماسوله حدود ۳۰۰ نفر می‌باشد.

### پارک جنگلی سرچشمه فرخشهر
پارک سرچشمه در فرخشهر، با مساحتی بالغ بر۱۲۰ هزار مترمربع دارای چشمه‌ای پراز آب وفضای سبز زیبا و چشم‌نواز است.
اولین چیزی که دربدو ورود چشم هر بیننده‌ای را خیره می‌سازد آب‌نمای زیبای این پارک که بر روی استخرهای پارک قرار دارد.
اساس آبادانی وشکل‌گیری پارک سرچشمه فرخ شهر چشمه‌ای است که در بالای پارک قرار گرفته است، این چشمه بسیار با ارزش که درمسیر خود برکت و زیبائی و شکوفایی را به ارمغان می‌آورد و جاذبه‌های دلنشینی را به وجود آورده است.
بخشی دیگری از آب چشمه پس از عبور از پارک مسیر جوی‌های شهر را طی می‌کند و لطافت و سرسبزی را به درختان و گل‌های سطح شهر هدیه می‌کند.
این پارک یکی از قدیمی‌ترین پارک‌ها در استان چهار محال و بختیاری است و هرساله در فصل بهار و تابستان میزبان ورود خیل مسافران است.
یکی از ویژگی‌های منحصر به فرد این پارک دارا بودن درختان قدیمی و کهنسال است که زیبایی خاصی به این پارک داده است. این پارک دارای تمام امکانات رفاهی و اقامتی می‌باشد.

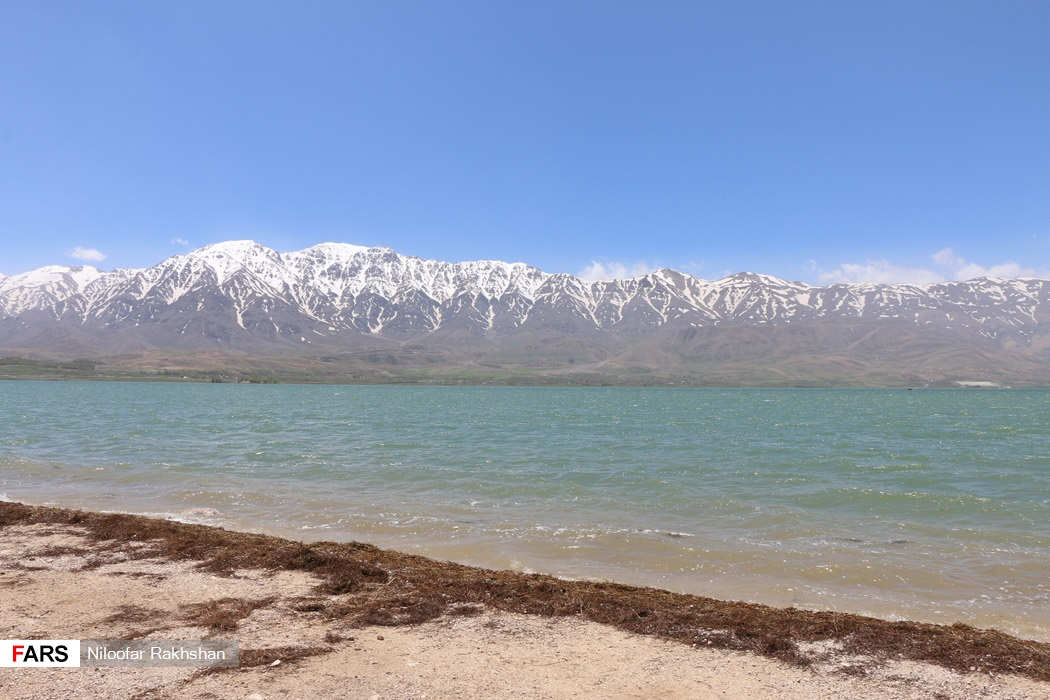
منظره تالاب بین‌المللی چُغاخور چهارمحال و بختیاری

### تالاب چغاخور
تالاب بین‌المللی چغاخور، حدود دوهزار و ۳۰۰ هکتار مساحت دارد و در دامنه ارتفاعات ۳۸۰۰متری کوه کلار در نزدیک شهرهای گهرو و بلداجی از توابع شهرستان بروجن قرار دارد.
فاصله تالاب تا شهرکرد ۶۰ کیلومتر است و ویژگی منحصربه‌فرد این تالاب، زیست نوعی ماهی به نام ماهی گورخری است. چشم‌انداز بدیع و پرواز پرندگان مهاجر و بومی، این تالاب را در ردیف یکی از کانون‌های مهم جذب گردشگری کشور و چهارمحال بختیاری قرار داده است.
با این حال چغاخور نیز مانند بسیاری از تالاب‌های کشور با خطر رو به روست، اما خطری که چغاخور را تهدید می‌کند نه بی‌آبی که غرق شدن در آب است. به گفته هومان خاکپور، کارشناس منابع طبیعی، می‌خواهند از جایی که فرسایش آبی بالاست آب را به این تالاب منتقل کنند و به این ترتیب آبی که وارد تالاب خواهد شد پر از رسوب است. اگر این آب داخل تالاب بیاید علاوه بر این که ارتفاع آب بیش از شش متر می‌شود و ویژگی تالابی چغاخور از بین می‌رود، خسارات دیگری هم وارد می‌شود. خود آب با این سرعتی که وارد تالاب می‌شود یک جریان رودخانه‌ای درست می‌کند که به‌دلیل جریان تند آب کل اکوسیستم تالاب را از بین خواهد برد. علاوه بر این، آن رسوباتی که با حجم زیاد وارد تالاب می‌شود کل رویشگاه کف تالاب را از بین می‌برد.

### پل زمان خان
پل زمان خان، یکی از بناهای تاریخی واقع در شهرستان سامان است که دارای دو دهانه، ۳۰ متر طول و ارتفاع ۱۲ متری است. پل زمانخان بر روی رودخانه زاینده رود بر روی سه‌پایه سنگی طبیعی بنا شده و در ۲۲ کیلومتری شمال شهرکرد قرار دارد. این پل در زمان صفوی توسط زمان خان نفر از ایل نفر ساخته شده است. این پل یکی از مقاصد اصلی گردشگران داخلی وخارجی بوده و سالانه پذیرای میلیونی مسافران و طبیعت دوستان می‌باشد. تمامی خدمات رفاهی و سیاحتی از قبیل بازارچه سنتی و صنایع دستی، خدماتی، اسکان و سرگرمی از قبیل پارک‌ها و ورزش‌های آبی رفتینگ (رودگردی) و کایاک در محل پل زمان‌خان ارائه می‌گردد.

### چشمه سرداب رستم‌آباد
چشمه سرداب رستم‌آباد، در شهرستان اردل و فاصله ۷۰ کیلومتری شهرکرد قرار دارد. این چشمه با دبی آب ۱۱۰۰۰ لیتر در ثانیه در ردیف پرآب‌ترین چشمه‌های کشور قرار دارد.

### چشمه‌دیمه
چشمه‌دیمه، سرچشمه اصلی زاینده‌رود، در ۱۰ کیلومتری چلگرد و مجاور روستای دیمه قرار دارد. آب این چشمه از گواراترین آب‌های جهان است و خواص درمانی از قبیل پیشگیری از پوسیدگی دندان و درمان سنگ کلیه دارد. مناظر چشمگیر و فضاسازی اطراف چشمه، این مکان را در ردیف زیباترین گردشگاه‌های شهرستان کوهرنگ قرار داده است.
فاصله این جاذبه گردشگری تا شهرکرد ۱۲۰ کیلومتر است.

### چشمه کوهرنگ
چشمهٔ کوهرنگ در شهرستان کوهرنگ، با دبیِ آب زیاد از دامنه‌های «زردکوه» سرچشمه می‌گیرد و پس از گذر از پیچ و خم فراوان به دریاچهٔ سد کوهرنگ می‌ریزد و از تونل اول کوهرنگ وارد زاینده‌رود می‌شود. مناظر بسیار زیبای طبیعیِ اطراف چشمه و حضور عشایر در منطقه، زیبایی آن را دوچندان کرده است. چشمهٔ کوهرنگ نیز تا شهرکرد ۱۲۰ کیلومتر فاصله دارد.

### چشمه‌برم لردگان
چشمه‌برم در لردگان، با شهرکرد ۱۵۰ کیلومتر فاصله دارد. این چشمه علاوه بر تأمین آب کشاورزی، یکی از سرشاخه‌های کارون است و چشم‌انداز زیبایی را برای شهر لردگان به‌وجود آورده است.
اطراف این چشمه به صورت پارکی برای تفرج گردشگران است.
این چشمه در محلهٔ ساطح لردگان واقع است که مظهر شهر لردگان است.

### آبشارِ آتشگاه
آبشار آتشگاه در ۱۹۰ کیلومتریِ شهرکرد و در ۴۰ کیلومتریِ شهر لُردگان در دره‌ای به طول دو کیلومتر قرار دارد.
مسیر این آبشار از محلِ چشمه تا اتصال به رودخانه'خرسان' را فضایی سرسبز از انواع درختان و گیاهانِ جنگلی فراگرفته و شیبِ زیاد و پستی و بلندی‌های دره، آبشارهای کوچک متعددی را در آن ایجاد کرده است. پیوندِ عناصر طبیعی مانند دره، سبزه‌زار و اقلیم مناسب، فضای بسیار فرح بخشی را برای گشت و گذار در این مکان پدیده آورده است..

### آبشار دره‌عشق
آبشار دره‌عشق، در شهرستان اردل در مجاورت روستای دره‌عشق در ۱۱۰ کیلومتری شهرکرد واقع است.
این آبشار بیش از یکصد متر ارتفاع دارد و در مجاورت رود کارون قرار دارد. این آبشار در ترکیب با شالیزارها و انارستان‌های دورک شاهپوری فضای شگفت‌انگیزی را به وجود آورده است.

### پارک جنگلی پروز
پارک جنگلی پروز در منتهی‌الیه جنوب چهارمحال بختیاری و در فاصله ۵۰ کیلومتری شهر لردگان قرار دارد.
گردشگاه زیبای 'پروز' با طبیعت بهشتی خود در امتداد دره‌ای سبز قرار گرفته است.
فضای دنج و خلوت، سایه سار درختان بلند و قد کشیده پارک، چشمه‌های زلال متعدد، شالیزارهای پراکنده و درختان جنگلی اطراف، تصویری زیبا از طبیعت زیبا را جلوی چشم بیننده به نمایش می‌گذارد.

### چشمه سیاسرد
سیاسرد، گردشگاهی در ۶ کیلومتری جنوب بروجن است که هوایی خنک، مفرح و مطبوع و درختانی زیبا و کهنسال با قدمتی بیش از ۵۰۰سال دارد. هوای خنک و مطبوع و سایه‌سار درختان کهنسال موجود در اطراف چشمه سیاسرد مکانی بسیار زیبا برای تفرج و استراحت باشندگان شهر بروجن و سایر گردشگران پدیدآورده است، به‌طوری‌که همه روزه و به‌ویژه در روزهای تعطیل این مکان شاهد حضور شمار زیادی از مسافران و گردشگران از استان‌های هم‌جوار می‌باشد.
فضاسازی‌های مناسب اطراف چشمه، نزدیکی راه و دسترسی آسان، بر طرف‌داران این کانون گردشگری افزوده و میل به بازدید از این گردشگاه را دوچندان نموده است: امکانات و تسهیلات تفریحی، گردشگری، حمل و نقل، اسکان و جاده آسفالته، فضای سبز، سرویس بهداشتی، سکوی نشیمن، دسترسی به واحدهای اقامتی و پذیرایی شهر بروجن، تجهیزات بازی کودکان، پارکینگ، آب آشامیدنی.
این تفریحگاه، دارای چشمه‌ای است که منابع آبی آن در زیر کوه سیاسرد واقع شده‌اند. این چشمه در سال‌های آبسالی دارای حجم آب زیاد و گوارایی است. در اطراف این چشمه، باغ‌ها و ویلاهای زیادی ساخته شده‌اند که کوچه‌باغ‌های باصفایی را تشکیل داده‌اند. این تفریحگاه در تابستان، به علت خنکا و مطبوعیت هوا، مورد توجه شهروندان شهر بروجن و شمار زیادی از شهروندان شهر اصفهان و شهرستان‌های تابع آن (همچون شهرضا، دهاقان، مبارکه و نجف‌آباد که آب و هوای گرمتری دارند) قرار گرفته است.

### آبشار تونل کوهرنگ
آبشار تونل کوهرنگ، از سرازیر شدن آب تونل اول کوهرنگ به وجود آمده است.
این تونل به منظور انتقال آب چشمه کوهرنگ و دیگر چشمه‌ها به زاینده رود ایجاد شده است.
تلاش برای انتقال این آب به زمان‌های قدیم برمی‌گردد.

### غار سراب
غار سراب در ۵۶ کیلومتری جنوب غربی شهرکرد و مجاورت شهر 'باباحیدر' در مسیر دره‌ای زیبا و در مجاورت روستای امیدآباد قرار گرفته است.
این غار شگفت‌انگیز دو دهانه دارد و به‌دلیل وجود موانع طبیعی بیش از ۶۰۰ متر از آن قابل دسترسی نیست.
از یکی از دهانه‌های غار، آبی خروشان و خنک بیرون می‌آید.
ارتفاع سقف غار در بعضی از نقاط به ۱۵ متر می‌رسد. در دالان طویل غار قندیل‌های آهکی زیبا وجود دارد.

### پیرِ غار
پیرغار در جنوب روستای ده‌چشمه، به فاصله ۶ کیلومتری فارسان و ۳۸ کیلومتری شهرکرد قرار دارد.
بر روی قسمتی از تپهٔ سنگیِ مشرف به این گردشگاه، سه کتیبه به خط نستعلیق به دستور سردار ظفر بختیاری حک شده است.
متن این کتیبه‌ها مجملی از شرح لشکرکشی بختیاری‌ها به اصفهان و تهران و نقشِ سردارانِ بختیاری در سرکوب استبداد صغیر و سقوطِ محمدعلی شاه در واقعهٔ مشروطیت است.
مجموعه عوامل گردشگاه ازجمله کتیبه‌های ارزشمند تاریخی، چشمهٔ پرآب، سایه سار درختان، آبشار زیبا و بلند، کوه‌های اطراف و غار موجود در محل، روزانه پذیرای صدها گردشگر است.

### رود ارمند
رودخانه ارمند در روستای ارمند و شهرستان لردگان نیز از نقاط دیدنی این استان است. این رودخانه یکی از مهم‌ترین سایتهای رفتینگ در سطح کشور بوده و سالانه بسیاری از ورزش دوستان جهت انجام ورزش مهیج رفتینگ به این رودخانه مراجعه می‌کنند این رودخانه در نهایت به سد کارون ۴ می‌رسد و پس از ملحق شدن به رودخانه بازفت، روانه دشت‌های خوزستان می‌شوند.